# Via Roma (Palermo)
A Via Roma é uma rua de Palermo. Foi construída entre o final do século XIX e a primeira metade do século XX (exatamente entre 1894, com a demolição dos edifícios ao sul da entrada oeste da via Maqueda, e 1936, com a construção da entrada para a piazza Giulio Cesare), como parte do primeiro plano diretor da cidade.

## A via
A rua conecta a Estação Central ao Teatro Politeama, atravessando o Corso Vittorio Emanuele e a Piazza San Domenico onde fica a igreja de mesmo nome. Muitos edifícios foram construídos ao longo da rua ao longo dos anos, incluindo as sedes de alguns bancos, o Palazzo delle Poste, o Teatro Biondo, o Palazzo do Banco da Sicília, o Palazzo Moncada di Paternò, sem mencionar os numerosos edifícios (incluindo particulares) construídos em estilo eclético ou Liberty, que, no entanto, servirão apenas para decorar a rua e esconder a pobreza dos bairros por onde passam, visto que esses edifícios, com sua altura, eclipsam as casas baixas ao redor, efetivamente tornando a Via Roma uma rua comemorativa e não funcional, como era originalmente pretendido pelos projetistas.

## História
A área atualmente atravessada pela Via Roma era composta por habitações públicas até o final do século XIX e abrigava alguns dos bairros mais pobres da cidade.
Após a unificação da Itália, a cidade iniciou (como em muitas outras cidades italianas) um grande período arquitetônico para celebrar o evento. Este programa arquitetônico incluiu, entre outras coisas, a construção do Teatro Massimo e a criação de grandes artérias dentro da cidade velha para melhorar o fluxo de tráfego. A ideia inicial era de quatro ruas que dividiriam os Quattro Mandamenti em dezesseis; o plano não foi executado, mas apenas o de reserva foi implementado, que previa a união da nova Estação Central com os novos distritos e com o Porto. 
Um primeiro plano elaborado pelo escritório técnico municipal em 1866 permaneceu sem execução. Muito mais sucesso foi obtido pelos dois planos diretores de 1884 e 1885, o primeiro ainda com a assinatura de Castiglia, o segundo do plano Giarrusso.
O "Plano Diretor de Requalificação" de Felice Giarruso, em particular, propõe uma expansão urbana em torno do centro histórico com traçados viários em estilo hipodâmico. O desenvolvimento mais acentuado ocorre na direção oeste, ao longo do eixo arborizado da Viale della Libertà (construída no final da década de 1850 a mando do governo Bourbon), na área entre a Via Mariano Stabile e os dois importantes parques urbanos da Villa Trabia e do jardim inglês. A área ao redor da avenida se tornará, portanto, a área preferida da burguesia de Palermo para a construção de villas e palácios.

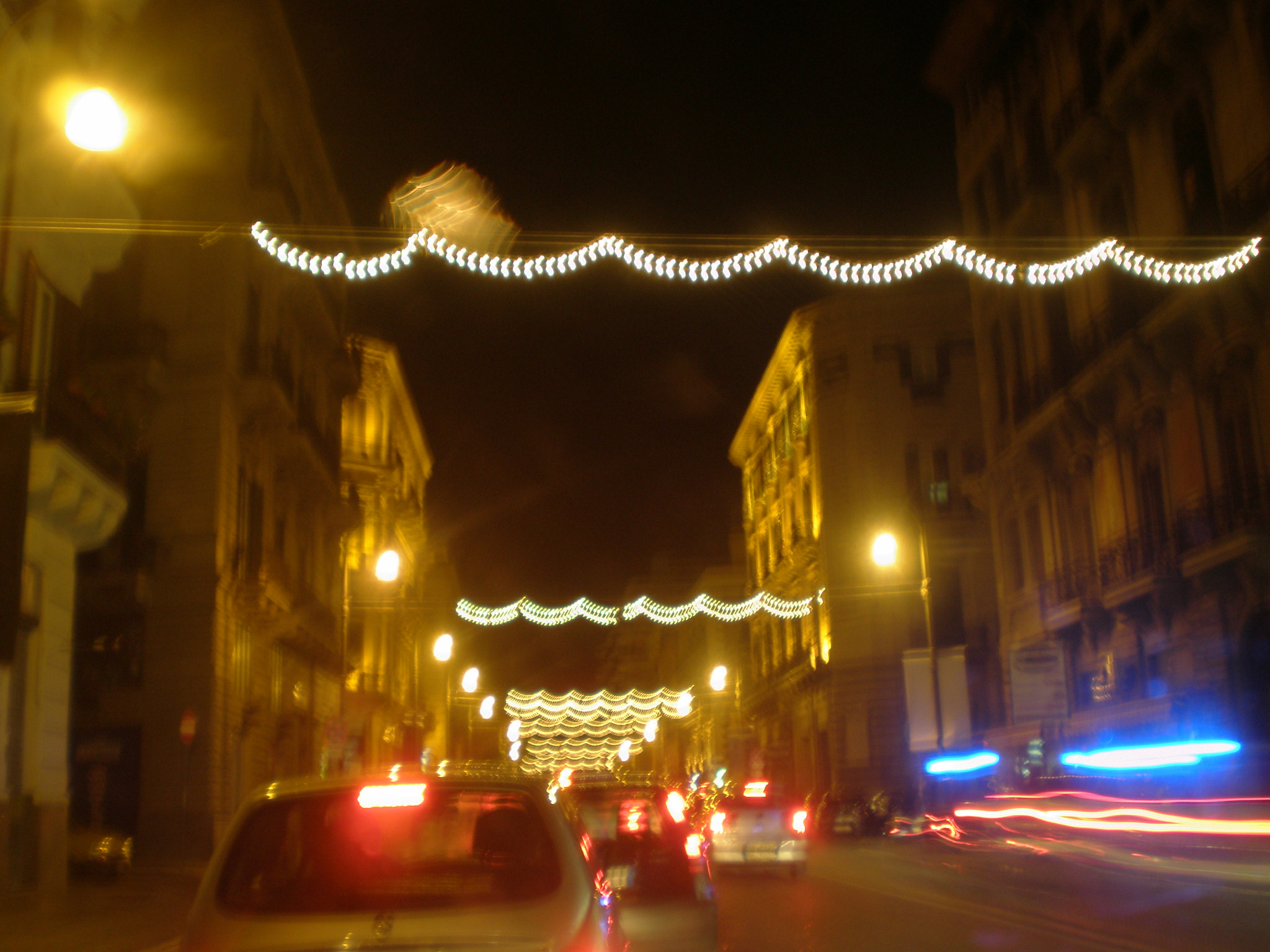
Via Roma durante as festividades de Natal.

A Via Roma nasceu como a principal artéria de ligação da estação ferroviária à nova cidade e ao porto. É uma obra imponente, que envolve a demolição de palácios nobres, igrejas, conventos e bairros populares (os chamados Conceria), tão imponente que exige um segundo plano diretor para sua construção geral: o "Piano di risanamento e ampliamento", também de Giarrusso, datado de 1894.
Para dar lugar à nova rua, o plano geral do centro histórico de Palermo foi distorcido e o patrimônio da cidade foi irremediavelmente perdido. Grande parte do Palazzo Arezzo di Celano, reconstruído pelos arquitetos Giovan Battista e Francesco Paolo Palazzotto (1897), do Palazzo Monteleone, do jardim Olivella, do complexo da Igreja de Santa Rosalia, do pátio Gallinai, do sistema da Igreja de Montesanto, das muralhas de Stazzone e de Itria são experiências arquitetônicas que permanecem apenas nas esplêndidas fotografias de Emanuele Giannone e Edoardo Alfano ou em mapas de época.
Além das obras destruídas, uma das quais era o palácio nobre dos marqueses Sabia, patronos da construção do convento de San Domenico perto de seu palácio, como evidenciado por uma janela gradeada com seu brasão preservado no Palazzo Abatellis, o centro histórico como um todo foi revolucionado: o Plano Imperial (hoje Piazza San Domenico), o mercado de Vucciria e o bairro de San Giuliano foram distorcidos pelo gigantesco empreendimento urbano. A aparência da cidade antes da construção da rua pode ser observada em alguns planos antigos (também disponíveis online). As ruas da cidade velha correm de oeste para leste, seguindo a direção da bacia hidrográfica, ou seja, da montanha para o mar. A nova cidade é caracterizada pelo movimento transversal da Via Roma.
O modelo é o de Paris projetado pelo Barão Haussmann e desejado por Napoleão III. As primeiras demolições são relativamente simples: igrejas abandonadas e antigas moradias populares. Imediatamente além da igreja de Sant'Antonio Abate, as demolições deixam a área da Amalfitânia e o mercado de Vucciria expostos. A visão deste bairro pobre, cheio de sujeira e miséria, não agrada ao gosto da burguesia moderna da época.
O espetáculo foi considerado indecente e por isso foi construída a cortina interminável do edifício da Prefeitura.— Giorgianni
Esta construção enorme e "completamente anômala" tem a forma de um amplo corredor "onde a curva da Via Maccheronai quase toca a Via Roma, as primeiras obras concluídas em 1898.
Em 1906, iniciaram-se as obras de uma nova extensão. O percurso incluía uma extensão da Via Roma, da Piazza San Domenico até a Via Ingham, construída pela família inglesa especificamente para facilitar o acesso à sua casa a partir do norte e do mar. As obras começaram seguindo as instruções precisas de Giarrusso e seguindo o caminho reto. Mas, imediatamente após a demolição do grande jardim Olivella, ocorreu uma reviravolta dramática. Seguindo resoluções municipais e instruções da Superintendência de Belas Artes, no auge do convento dos Jesuítas, as obras foram deslocadas alguns metros para nordeste, em direção ao mar. O ponto de conexão com a Via Cavour foi deslocado ao longo de um eixo novo e diferente. A Via Roma deixou de ser uma linha reta "perfeita".

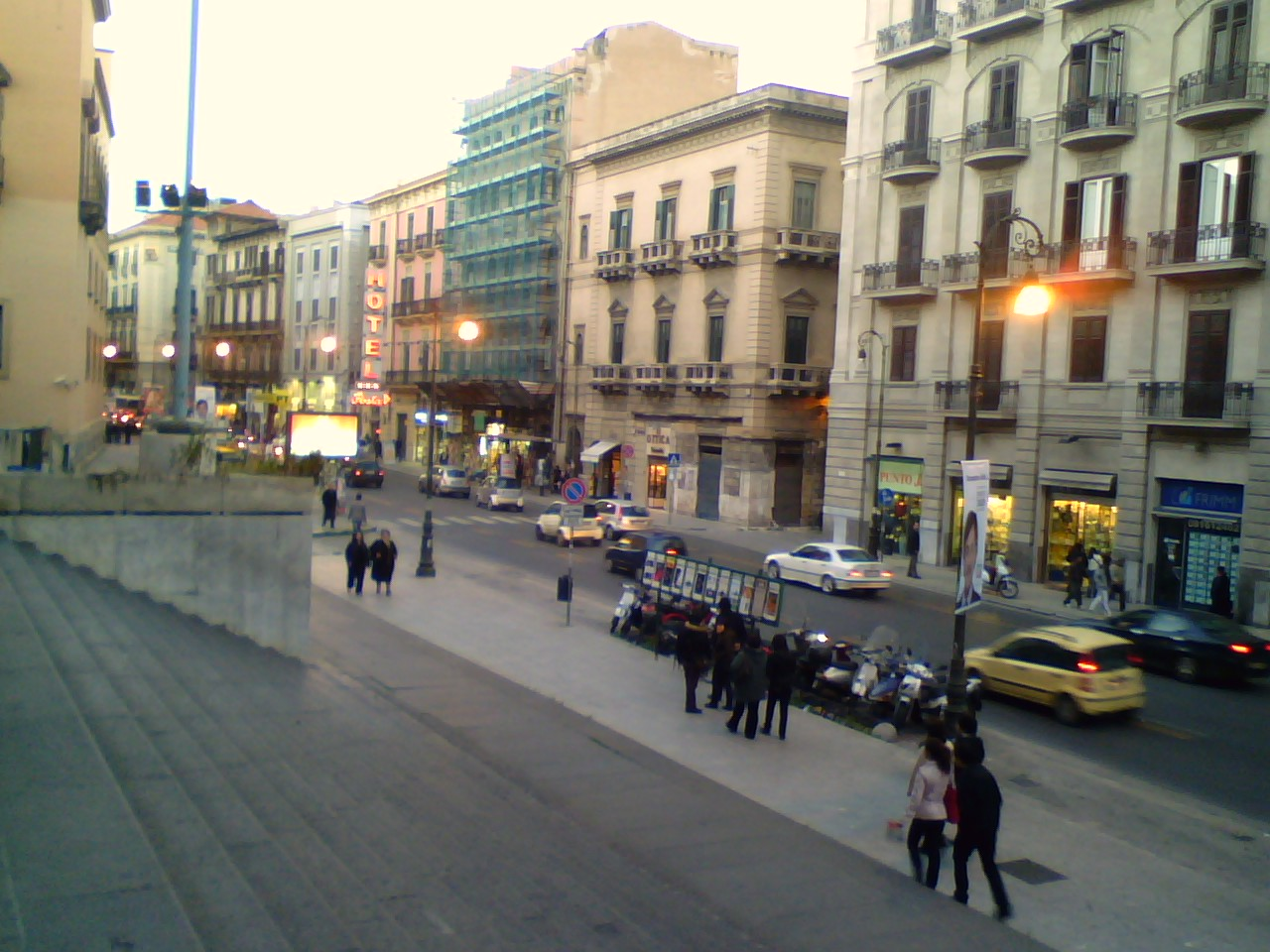
Vista da Via Roma a partir da agência central dos correios.

Desnecessário dizer que o escândalo se instaurou imediatamente. Giarrusso renunciou e deixou o cargo, a oposição apresentou milhares de pedidos e a primeira Comissão Municipal de Inquérito foi estabelecida. A Comissão, no entanto, era presidida pelo próprio prefeito de Palermo, Giuseppe Tasca Lanza, e por seus conselheiros e homens de confiança. Novos protestos surgiram imediatamente e, em 1908, o governo italiano, muito interessado em atuar como pacificador na situação espinhosa, estabeleceu uma Comissão Governamental de Inquérito. Em seu relatório, a Comissão limitou-se a distribuir repreensões e críticas, sentenciando, como mencionado, uma absolvição geral.
Visto da perspectiva atual, "este desvio fatal da Via Roma não parece tão terrível. O entusiasmo pela grande artéria da cidade, que 'de forma moderna' deveria ir direto da Piazza Giulio Cesare (onde a estação estava localizada) até a Via Cavour, havia diminuído bastante após as controvérsias que surgiram a respeito das distribuições cadastrais e das demolições."

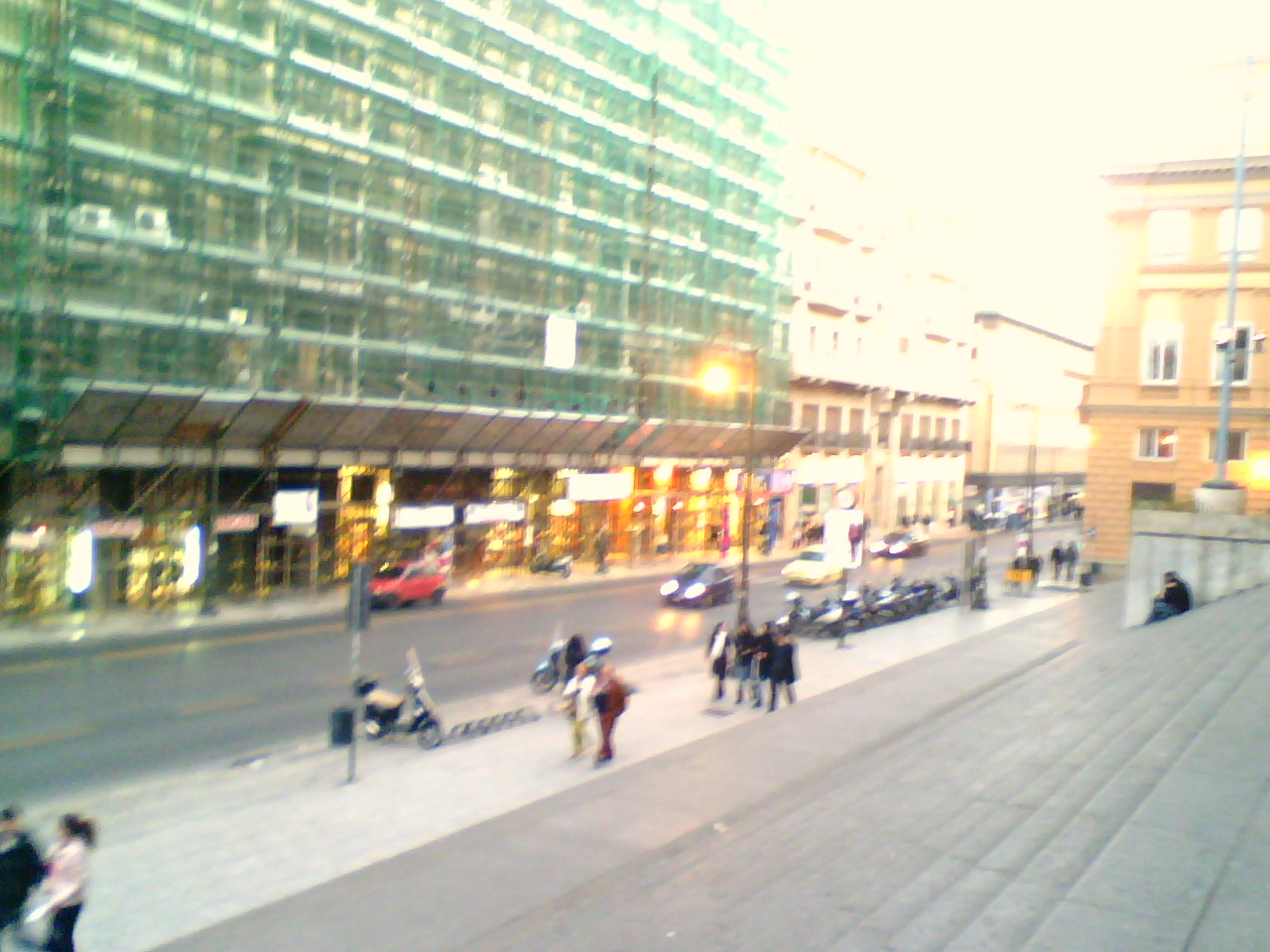
Vista da Via Roma a partir da agência central dos correios.

O terceiro trecho foi construído entre 1908 e 1920, com uma pausa durante a guerra. O quarto trecho foi concluído em 1922 e, dois anos depois, em 1924, foi aprovado o projeto para uma entrada monumental na piazza Giulio Cesare, em frente à estação. O projeto vencedor, no entanto, só foi concluído dez anos depois, em 1932, data que, de certa forma, marca o fim da grande aventura do Taglio di via Roma.
O terceiro trecho incluía o corte da via Vittorio Emanuele para a via San Cristoforo. A ideia é sempre a mesma, como lembra Zappulla, criar uma cortina de edifícios ao longo da linha reta que correspondesse à moda e ao gosto europeus da época. É claro que é inquestionável que as obras produzidas, "mesmo admitindo que na intenção dos projetistas havia uma aspiração a uma pesquisa de projeto cuidadosa e criativa, infelizmente muitas vezes não produziram os resultados esperados e as criações não corresponderam às expectativas e aos valores relativos de cada projetista".

## Via Roma nova
A Via Isidoro Carini e as ruas subsequentes Pasquale Calvi, Generale Carlo Alberto Dalla Chiesa e Marchese di Villabianca são comumente conhecidas, para a maioria dos palermitanos, como Via Roma Nuova, sendo idealmente a extensão desta além da piazza Luigi Sturzo.